# Stazione di Milano Forlanini
La stazione di Milano Forlanini è una fermata ferroviaria del passante ferroviario, ramo "Pioltello", e della linea di cintura di Milano. Si colloca in prossimità dei Tre Ponti e di viale Forlanini, con uscite su viale Corsica e via Ardigò, a nord-ovest rispetto all'omonimo quartiere.

## Storia

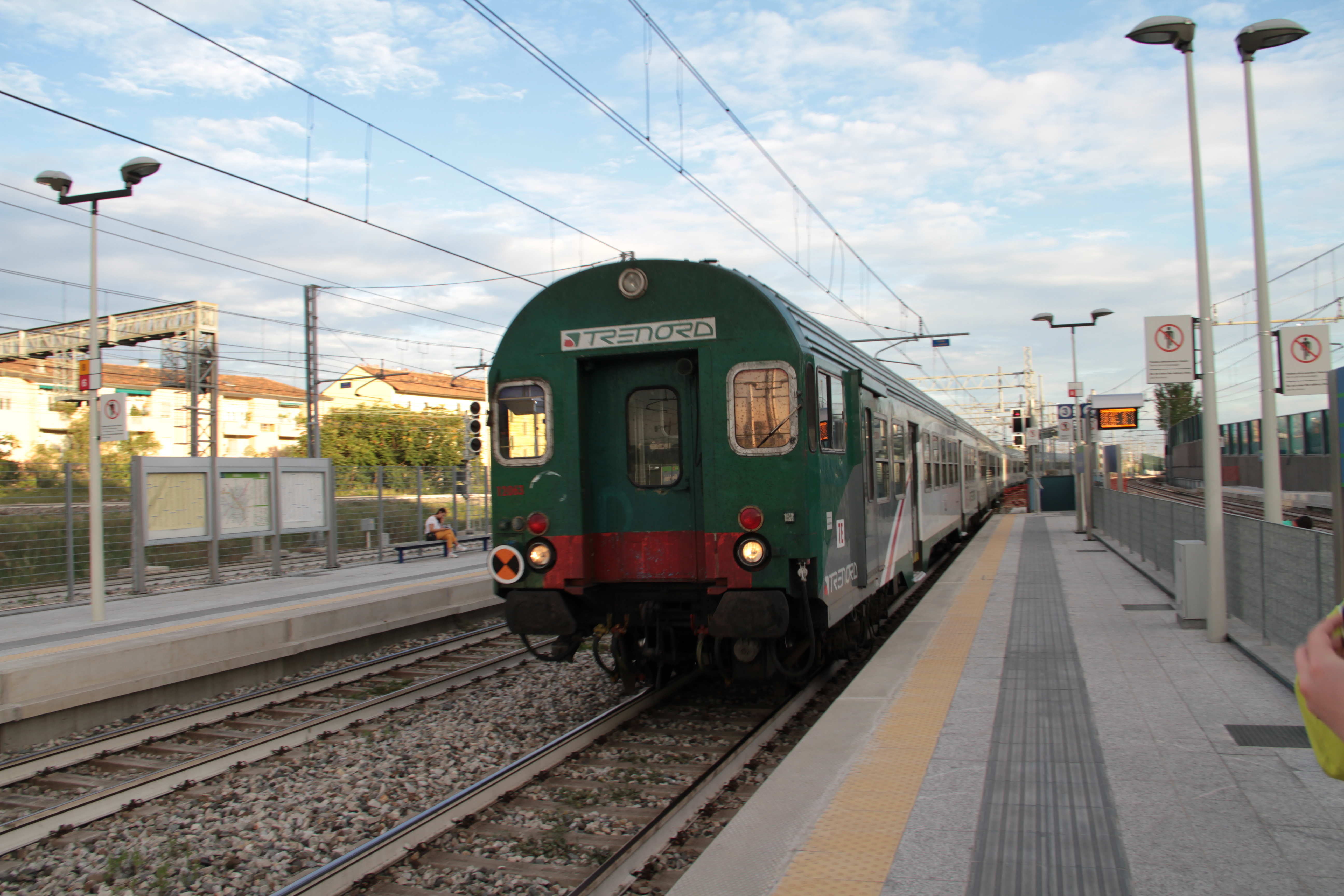
Le banchine di Milano Forlanini

Il progetto definitivo fu approvato nel gennaio 2010 dall'amministrazione regionale, all'epoca guidata dal presidente Roberto Formigoni. Per il preventivo dell'opera furono stanziati quindici milioni di euro di cui quattro finanziati dalla Regione Lombardia e i restanti dal Comune di Milano, il quale coprì anche la quota di competenza di Rete Ferroviaria Italiana per ripianare un precedente debito.
I ricorsi contro le assegnazioni delle gare di appalto provocarono ritardi nella consegna dei lavori che iniziarono ad aprile 2012.
A causa del complesso andamento planoaltimetrico della linea di cintura e del passante ferroviario nel punto in cui sorge la fermata, fu necessario modificare il tracciato di quest'ultima linea, realizzata pochi anni prima.
La fermata fu aperta formalmente il 30 aprile 2015, mentre l'apertura all'esercizio pubblico avvenne il 9 maggio 2015.
Il 26 novembre 2022, con l'apertura della linea M4 tra Dateo e Linate Aeroporto, la fermata divenne punto di interscambio con la vicina stazione della metropolitana.
Dal 15 dicembre 2024, la fermata è servita anche dai treni regionali della relazione Milano Greco Pirelli-Stradella-Piacenza.

## Strutture e impianti
L'impianto è sopraelevato. Il piazzale è composto da quattro binari serviti da tre banchine, di cui due laterali e una centrale, lunghe 250 m. L'accesso all'utenza è garantito da ascensori e da due sottopassaggi.
A fianco dei binari, verso est, è presente il doppio binario della linea merci che collega Milano Smistamento a Milano Rogoredo i quali non sono considerati parte dell'impianto ferroviario.
A breve distanza dalla fermata, sempre verso est, transitano le linee Milano-Bologna e Milano-Genova.

## Movimento
La fermata è servita dai treni del servizio ferroviario suburbano di Milano, in particolare dalle linee S5 (Varese-Pioltello-Treviglio), S6 (Novara-Pioltello-Treviglio) e S9 (Saronno-Albairate). È servita anche da alcuni treni regionali della relazione Milano Rogoredo-Lecco-Colico e, dal mese di dicembre 2024, da tutti i treni regionali della relazione Milano Greco Pirelli-Stradella, alcuni dei quali prolungati a Piacenza.
L'impiego di ogni binario è fortemente specializzato:
1. i treni S5 provenienti da Varese, diretti a Treviglio, e quelli S6 provenienti da Novara, diretti a Pioltello-Limito/Treviglio
2. i treni S5 provenienti da Treviglio, diretti a Varese, e quelli S6 provenienti da Pioltello-Limito/Treviglio, diretti a Novara
3. i treni S9 provenienti da Albairate-Vermezzo, diretti a Saronno, e quelli regionali provenienti da Milano Rogoredo/Stradella, diretti a Lecco/Milano Greco Pirelli
4. i treni S9 provenienti da Saronno, diretti a Albairate-Vermezzo, e quelli regionali provenienti da Milano Greco Pirelli/Lecco/Colico, diretti a Milano Rogoredo/Stradella.

## Interscambi
L'impianto è punto di interscambio tra le linee suburbane S5, S6 e S9; permette inoltre l'interscambio con la fermata Stazione Forlanini della linea M4 della metropolitana di Milano.
Nelle vicinanze di Milano Forlanini, sono presenti anche le fermate di autolinee e tranvie urbane, gestite da ATM.
- Fermata metropolitana (Stazione Forlanini, linea M4)
- Fermata tram (Stazione Forlanini M4, linea 27)
- Fermata autobus